# Durrës (distrito)
Durrës (em albanês:  Rrethi i Durrësit) é um dos 36 distritos da Albânia localizado na prefeitura de Durrës. Sua capital é a cidade de Durrës. Situa-se no litoral albanês do Mar Adriático. Outra cidade importante neste distrito é Shijak.

## Municípios
O distrito de Durrës está dividido nos seguintes municípios:
- Durrës
- Gjepalaj
- Ishëm
- Katund i Ri
- Maminas
- Manëz
- Rrashbull
- Shijak
- Sukth
- Xhafzotaj